# Эбосии
Эбосии (лат. Ebosia) — род морских лучепёрых рыб семейства скорпеновых отряда скорпенообразных. Название рода происходит от древнеримского названия испанского острова Ибица — Ebusus. Длина тела от 8,7 (Ebosia saya) до 22 (Ebosia bleekeri) см. Представители рода распространены в Индийском и западной части Тихого океана. Два вида были описаны с 2014 года.

## Виды
В роде эбосии 4 вида:
- Ebosia bleekeri (Döderlein[нем.]), 1884) — Эбосия Бликера
- Ebosia falcata Eschmeyer & Rama Rao, 1978
- Ebosia saya Matsunuma & Motomura, 2014[3]
- Ebosia vespertina Matsunuma & Motomura, 2015[4]